# Frontera entre Kirguistán y Tayikistán
La frontera entre Kirguistán y Tayikistán tiene 984 km de largo y se extiende desde el punto triple con Uzbekistán hasta el punto triple con China.

## Descripción
La frontera comienza en el norte en el punto de partida con Uzbekistán en el valle de Ferganá. La frontera avanza aproximadamente hacia el oeste, con una fuerte protuberancia tayika en la ciudad de Chorku, antes de proseguir aproximadamente hacia el oeste; casi alcanza el embalse de Kairakkum, sin embargo, una delgada franja de territorio tayiko se encuentra entre el embalse y la frontera. Luego gira hacia el sur, cerca del enclave tayiko de Kayragach, antes de girar bruscamente hacia el este al llegar a la cordillera de Turquestán. Luego, el borde sigue estas montañas, y las de Alai y Trans-Alai, hacia el este hasta el punto chino.

## Enclaves
Existen dos enclaves a lo largo de la frontera (Voruj y Kayragach), ambos enclaves tayikos dentro de Kirguistán.

## Historia
Rusia había conquistado Asia Central en el siglo XIX anexando a los antes kanatos independientes de Kokand y Jiva y al Emirato de Bujará. Después de que los comunistas tomaron el poder en 1917 y crearon la Unión Soviética, se decidió dividir a Asia Central en repúblicas de base étnica en un proceso conocido como Delimitación Territorial Nacional (NTD). Esto estaba en línea con la teoría comunista de que el nacionalismo era un paso necesario en el camino hacia una sociedad eventualmente comunista, y la definición de Iósif Stalin de una nación como “una comunidad de personas históricamente constituida y estable, formada sobre la base de un lenguaje común, El territorio, la vida económica y el maquillaje psicológico se manifiestan en una cultura común”.
El NTD se presenta comúnmente como nada más que un ejercicio cínico de división y gobierno, un intento intencionado por parte de Stalin de mantener la hegemonía soviética sobre la región al dividir artificialmente a sus habitantes en naciones separadas y con fronteras deliberadamente dibujadas para dejar las minorías dentro cada estado. Si bien en realidad los soviéticos estaban preocupados por la posible amenaza del nacionalismo pan-turco, como se expresó, por ejemplo, con el movimiento Basmachi de la década de 1920, un análisis más detallado basado en las fuentes primarias muestra una imagen mucho más matizada de lo que comúnmente se presenta.
Los soviéticos se propusieron crear repúblicas étnicamente homogéneas, sin embargo, muchas áreas se mezclaron étnicamente (por ejemplo, el valle de Ferganá) y con frecuencia resultó difícil asignar una etiqueta étnica "correcta" a algunos pueblos (por ejemplo, la mezcla de Sart tayiko-uzbeko, o varias tribus turcomanas / uzbekas a lo largo del Amu Daria). Las élites nacionales locales argumentaron enérgicamente (y en muchos casos exageraron) su caso y los soviéticos a menudo se vieron obligados a arbitrar entre ellos, obstaculizados aún más por la falta de conocimiento experto y la escasez de datos etnográficos precisos o actualizados sobre la región. Además, la NTD también tenía como objetivo crear entidades "viables", con aspectos económicos, geográficos, agrícolas e infraestructurales que también debían tenerse en cuenta y, con frecuencia, superar a los de etnia. El intento de equilibrar estos objetivos contradictorios dentro de un marco nacionalista en general demostró ser extremadamente difícil y, a menudo, imposible, lo que dio como resultado el dibujo de fronteras a menudo tortuosamente complicadas, múltiples enclaves y la creación inevitable de grandes minorías que terminaron viviendo en la república 'equivocada'. Además, los soviéticos nunca intentaron que estas fronteras se convirtieran en fronteras internacionales como lo son hoy.

Asia Central soviética en 1922 antes de la delimitación nacional.

La NTD del área según las líneas étnicas se había propuesto desde 1920. En este momento, Asia Central estaba formada por dos Repúblicas Autónomas Socialistas Soviéticas (RASS) dentro de la RSFS de Rusia: la RASS de Turkestán, creada en abril de 1918 y que abarca gran parte de lo que ahora es el sur de Kazajistán, Uzbekistán y Tayikistán, así como Turkmenistán, y la RASS de Kirguistán, que se creó el 26 de agosto de 1920 en el territorio que casi coincide con la parte norte de la actual Kazajistán (en ese tiempo, a los kazajos se les llamaba "kirguisos" y los qué ahora se consideran kirguisos como un subgrupo de los kazajos y se les conocía como "kara-kyrgyz", es decir, que habitaban en la montaña negra). También hubo dos repúblicas sucesivas separadas: el Emirato de Bujará y el Kanato de Jiva, que se transformaron en las repúblicas soviéticas populares de Bujará y Corasmia tras la toma del poder por parte del Ejército Rojo en 1920.
El 25 de febrero de 1924, el Politburó y el Comité Central de la Unión Soviética anunciaron que continuaría con el NTD en Asia Central. El proceso debía ser supervisado por un Comité Especial de la Oficina de Asia Central, con tres subcomités para cada una de las que se consideraban las principales nacionalidades de la región (kazajos, turcomanos y uzbekos), con trabajo muy rápido. Hubo planes iniciales para posiblemente mantener las repúblicas de Corasmia y Bujará, sin embargo, finalmente se decidió dividirlos en abril de 1924, sobre la oposición a menudo vocal de sus partidos comunistas (los comunistas de Corasmia en particular eran reacios a destruir su república y tuvo que ser fuertemente armado para votar su propia disolución en julio de aquel año).
Originalmente, la frontera era mucho más larga, ya que la RSS de Uzbekistán incluía la región de Kokand y el resto de lo que ahora es Tayikistán como el RASS de Tayikistán. La frontera asumió su posición actual en 1929, con Tayikistán ganando Kokand y convirtiéndose en un RSSR completa. En octubre de 1924 el Óblast Autónomo Kara-Kirguís estaba originalmente dentro de la RSFS de Rusia, con fronteras iguales a las del Kirguistán moderno. En mayo de 1925 pasó a llamarse Óblast Autónomo Kirguís, luego se convirtió en la RASS de Kirguistán en 1926 (no debe confundirse con la RASS de Kirguistán, que era el primer nombre de la RASS de Kazajistán), y finalmente se convirtió en RSS de Kirguistán en 1936.

### Frontera internacional
La frontera se convirtió en una frontera internacional en 1991 tras la disolución de la Unión Soviética y la independencia de sus repúblicas constituyentes. Hubo tensiones en la era posterior a la independencia por la delimitación de las fronteras y la vigilancia policial, especialmente después de una incursión del Movimiento Islámico de Uzbekistán (IMU) en Kirguistán desde territorio tayiko en 1999/2000. En la actualidad la delimitación de la frontera continúa.
Esta tensión ha dado lugar a conflictos, principalmente por el acceso a los recursos dentro del territorio de cada nación, especialmente en lo que respecta al agua.  Ya en 2004, los enfrentamientos fronterizos entre Kirguistán y Tayikistán estaban siendo cubiertos por los medios locales,  con más de 70 incidentes fronterizos reportados entre 2004 y 2015.  Este conflicto luego se intensificó en una batalla de tres días en abril-mayo de 2021 , que mató a 55 personas y obligó a entre 33.000 a 58.000 civiles kirguisos a evacuar de la provincia de Batken.  Los enfrentamientos entre Kirguistán y Tayikistán se hicieron cada vez más frecuentes a lo largo de 2022,  que culminaron en un enfrentamiento del 14 al 20 de septiembre que provocó la huida de 137.000 civiles kirguisos de la zona fronteriza y mató a más de 100 personas, incluidos al menos 37 civiles, en los enfrentamientos que duraron una semana.
El 21 de febrero de 2025, el jefe del Consejo Nacional de Seguridad de Kirguistán, Kamchybek Tashiev, y el jefe del Consejo Nacional de Seguridad de Tayikistán, Saimumin Yatimov, firmaron un acuerdo sobre la delimitación de las fronteras estatales.
El 13 de marzo, ambas partes llegaron a un acuerdo sobre su frontera, poniendo fin a un conflicto que se prolongó durante una década. Los parlamentos kirguís y tayiko aún deben ratificar el acuerdo, que se espera que se complete antes del 31 de marzo. Ese mismo día, se espera que los presidentes Sadyr Japarov y Emomali Rahmon se reúnan con el presidente uzbeko Shavkat Mirziyoyev en una cumbre para debatir el futuro del valle de Ferganá.

## Cruces fronterizos
- Batken (KGZ) – Isfara (TJK) (carretera)[42]
- Kulundu (KGZ) – Ovchi Kalacha (TJK) (carretera)
- Madaniyat (KGYZ) – Madaniyay (TJK) (carretera)
- Karamyk (KGZ) – Daroot Korgan (TJK) (carretera)
- Bor-Döbö (KGZ) – Kyzylart (TJK) (carretera)